# دفتر مرکزی سی‌سی‌تی‌وی
دفتر مرکزی سی‌سی‌تی‌وی، (به انگلیسی: CCTV Headquarters) آسمان‌خراش ۴۴ طبقه‌ای به ارتفاع ۲۳۴ متر با کاربری اداری است که در شهر پکن، جمهوری خلق چین مستقر می‌باشد. پروژه ساخت این ساختمان در سال ۲۰۰۴، آغاز شد و در سال ۲۰۱۲، تکمیل و افتتاح گردید.

## نگارخانه

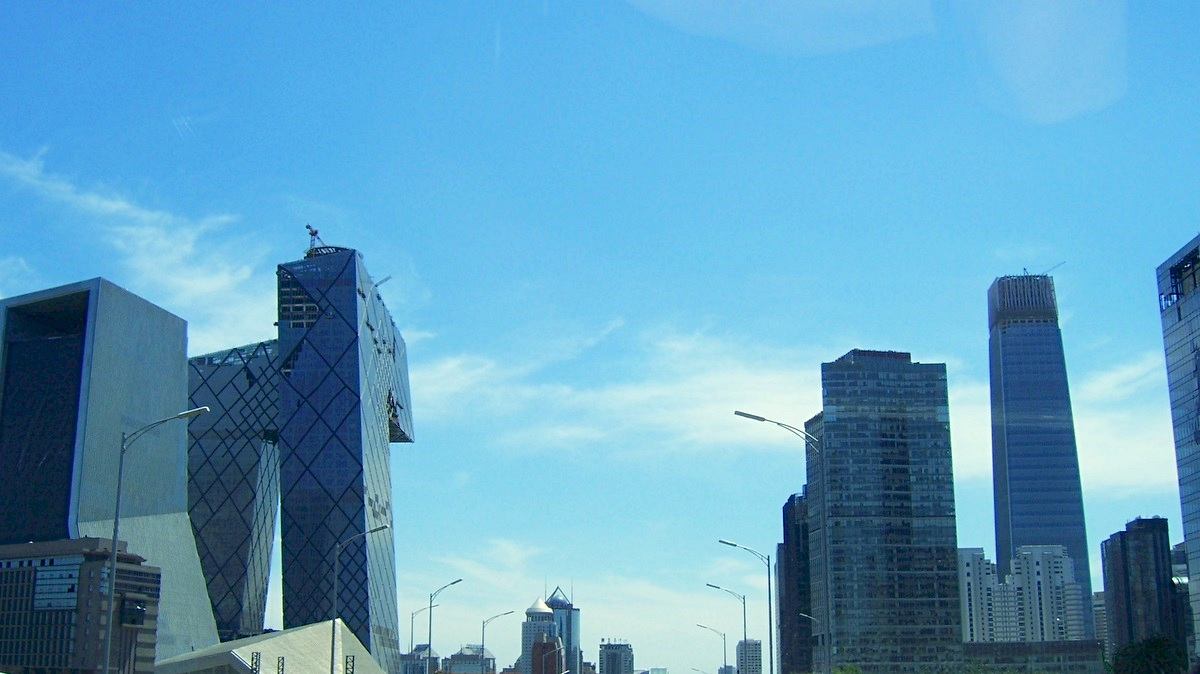
ژوئیه ۲۰۰۸ میلادی
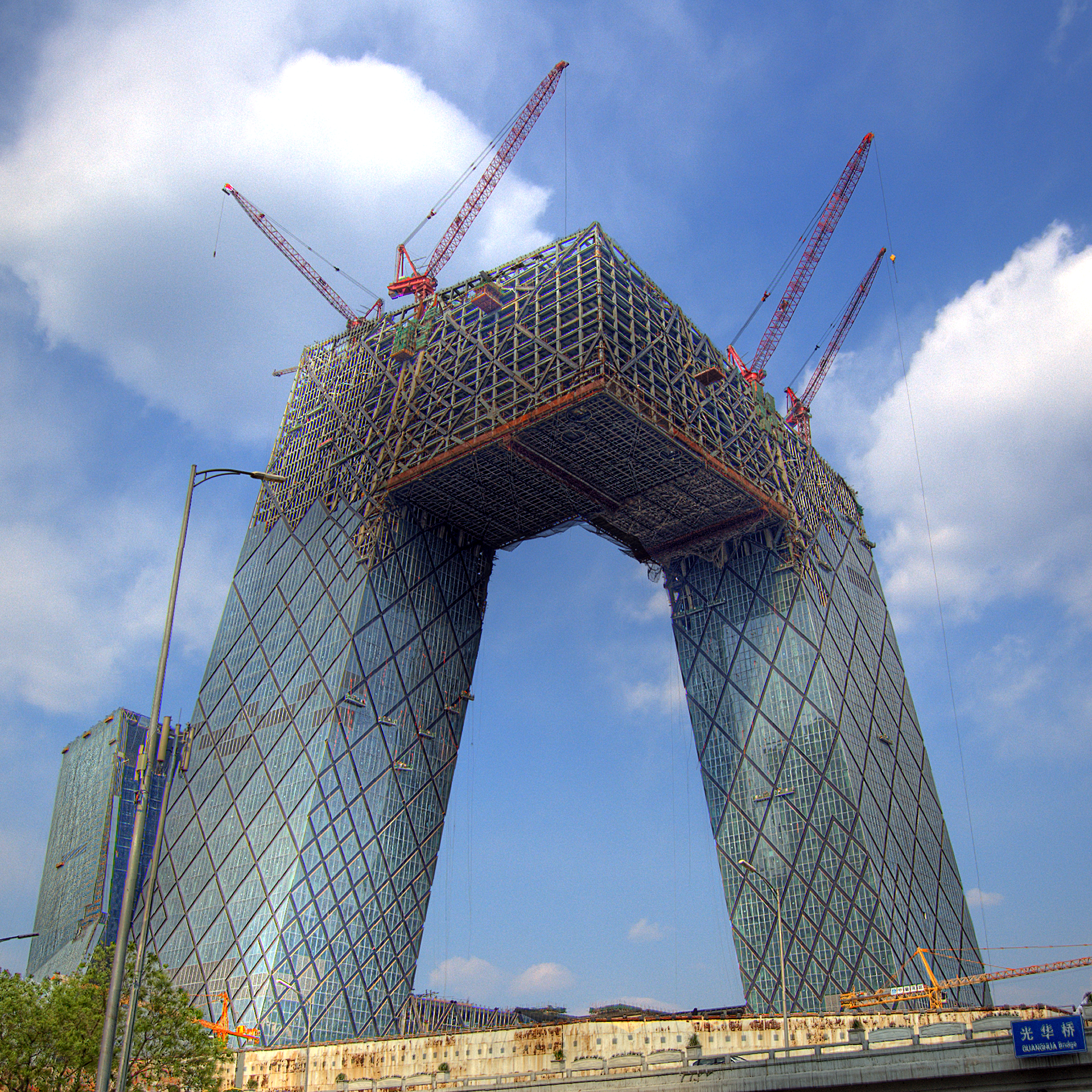
آپریل ۲۰۰۸ میلادی
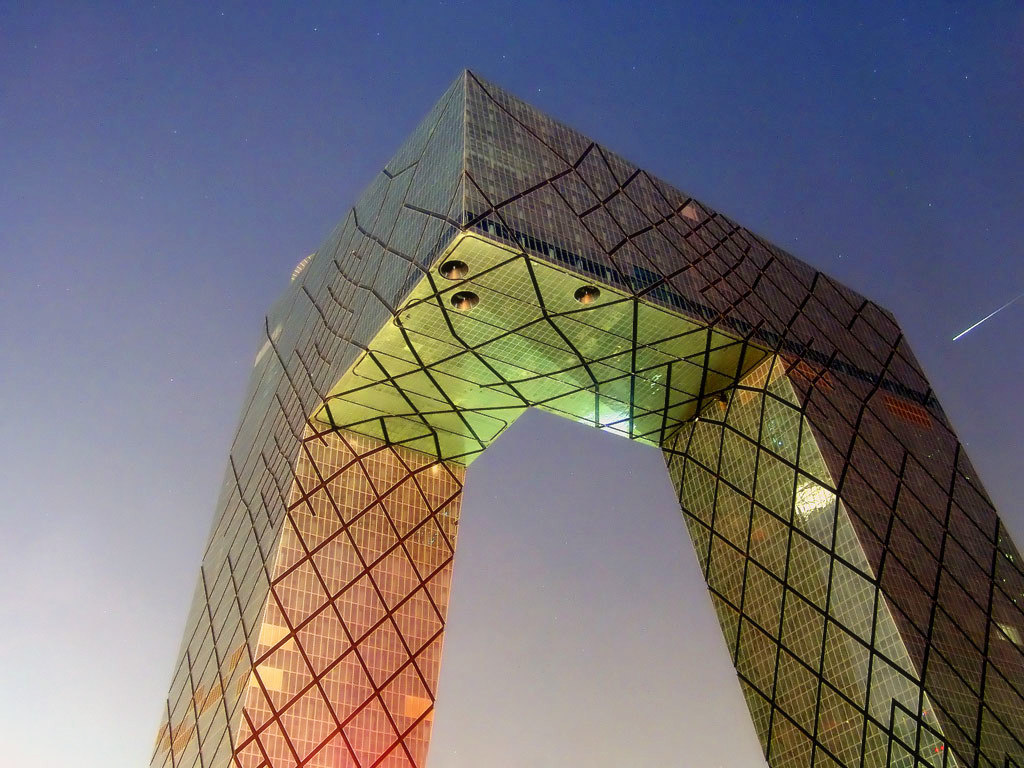
۲۰۰۹ میلادی (تکمیل شده)